# Clarke Abel
Clarke Abel (Engeland, 1780 – India, 1826) was een Engelse botanicus en chirurg.
Tussen 1816 en 1818 was Abel arts en natuuronderzoeker in de delegatie van William Amherst tijdens diens bezoeken aan Guangdong en het Chinese keizerlijke hof in Peking om relaties aan te gaan met de Chinese keizer. Joseph Banks had Abel als natuuronderzoeker aanbevolen bij de delegatie. Abel verzamelde en observeerde in China diverse wilde en gekweekte planten. Naar aanleiding van zijn verblijf in China schreef hij Narrative of a Journey in the Interior of China, and of a Voyage to and from that Country in the Years 1816 and 1817 dat in 1818 verscheen.
Het plantengeslacht Abelia is door botanicus Robert Brown naar hem vernoemd. De soort Abelia chinensis was door Abel ontdekt in China.